# Convair XF-92
Die Convair XF-92 (Werksbezeichnung Convair Model 7, Consolidated Vultee Model 115) war ein Experimentalflugzeug, das ursprünglich als Prototyp für ein Objektschutz-Jagdflugzeug geplant war. Von dem US-amerikanischen Hersteller Consolidated Vultee Aircraft Corporation 1948 hergestellt, stellt sie das erste Deltaflügelflugzeug mit Strahlantrieb der USAF dar. Vor der allgemeinen Umbenennung aller USAF-Flugzeuge im Jahr 1948 war die Projektbezeichnung P-92.

## Geschichte

### Bezeichnung
Obwohl das Muster in der Literatur allgemein als Convair XF-92 bezeichnet wird, war der offizielle Name des Unternehmens bis 1954 Consolidated Vultee Aircraft. Convair war jedoch in Veröffentlichungen und Pressemeldungen seit dem Zusammenschluss von Consolidated und Vultee im Jahr 1943 im Gebrauch. Die Werksbezeichnung lautete anfänglich Model 115, wurde jedoch schließlich in die Sequenz der Convair-Modelle nach dem Zweiten Weltkrieg als Model 7 eingereiht. Eine Literaturstelle gibt auch „Model 1“ als Werksbezeichnung an. Die Variante mit Deltaflügel erhielt die Modellnummer 7-002 (ausgesprochen als Seven-Balls-Two), so dass allgemein angenommen wird, dass der Pfeilflügelentwurf die Nummer 7-001 trug. Statt 7-002 wird manchmal auch die in den Konstruktionszeichnungen verwendete Bezeichnung 7002 angegeben.
Mit XP-92 (ohne Suffix) wurde der nicht gebaute Abfangjäger bezeichnet, während für den tatsächlich gebauten Technologieträger XP-92A bzw. XF-92A verwendet wurde.

### Ausschreibung
Im August 1945 forderte die USAAF von verschiedenen Firmen Vorschläge für eine neue Generation von Hochleistungsflugzeugen, unter denen sich auch ein Langstrecken-Begleitjäger und ein Abfangjäger, der mindestens 700 mph (1130 km/h) erreichen sollte, befand. In den ersten Ausschreibungsunterlagen für diesen Objektschutzjäger (Project MX-809) verlangte die USAAF eine Steigzeit von vier Minuten auf 50.000 ft (15.250 m), wonach dann sowohl feindliche Bomber als auch „Raketen“ bekämpft werden sollten. Bei letzteren handelte es sich jedoch wahrscheinlich eher um Marschflugkörper. Das militärische Lastenheft wurde am 23. November 1945 und dann nochmal am 5. Februar 1946 überarbeitet. Die endgültige Fassung des Special Operational Requirement (SOR) forderte schließlich 25,5 Minuten Einsatzzeit, aufgeteilt in eine 2,5-minütige Steigphase auf 47.500 ft, 15 Minuten Marschflug mit 535 mph, 3 Minuten Kampfzeit mit 760 mph und schließlich eine Abstiegsphase von 5 Minuten. Für die damaligen verfügbaren technischen Möglichkeiten waren dies sehr hohe Anforderungen.
Die USAAF erhielt Projektentwürfe von Bell, Consolidated-Vultee, Douglas, North American und Northrop. Da sich das Vultee-Konstruktionsteam in Downey bereits im Vorfeld mit derartigen Konzepten beschäftigt hatte, konnten innerhalb kurzer Zeit zwischen Oktober 1945 und Mai 1946 eine ganze Reihe von Entwürfen an das Air Materiel Command auf dem Wright Field übermittelt werden.

### Variantenentwicklung des Abfangjägers XP-92
Erste Variante mit Pfeilflügel und „Ramjet“
In der Vultee Division von Consolidated Vultee verwendete man für den ersten Entwurf eine Auslegung in Form eines speziellen Raketenantriebs mit einem Lufteinlauf im Bug. Hierbei war eine Reihe von kleinen Raketen vorgesehen und zusätzlich sollte Treibstoff in den Lufteinlauf eingespritzt werden, um eine Art Pseudo-Staustrahltriebwerk zu erhalten. Der am 13. Oktober 1945 an die Army übermittelte Entwurf sah weiterhin um 35 Grad gepfeilte Tragflächen und ein V-Leitwerk vor. Convair beschrieb das Konzept als „wiederverwendbare bemannte Rakete, die durch ihren Piloten zum Luftziel geführt wird“ (nonexpendable, inhabited missile with a pilot guiding it to its airborne target). Zusätzlich zur Rakete im Innern des Rumpfs waren weitere vier Raketen für die Anfangsbeschleunigung mit je 1200 lbf Schub am Heck um die Auslassdüse angeordnet. Ein Westinghouse-19XB-Turbojet sorgte für den Antrieb im Endanflug auf das Ziel und für die Landung. Auch die Energie für die elektrischen Verbraucher sollte hiermit während des gesamten Fluges erzeugt werden.
Die Consolidated-Vultee-Ingenieure wählten für die XP-92 anfänglich ein „ummanteltes“ Raketentriebwerk, das als Staustrahltriebwerk (Ramjet) mit internen Raketen- und Staustrahlbrennkammern beschrieben wurde. Zur Erhöhung der Startbeschleunigung sollten zusätzlich sechs Flüssigraketentriebwerke eingebaut werden. Das Cockpit war im Zentrum des Lufteinlasses im Diffusorkegel vorgesehen, was umfangreiche Vorkehrungen für einen eventuellen Notausstieg notwendig machte. Mit dieser konstruktiven Auslegung war eine große Ähnlichkeit zur Miles M.52 festzustellen.
Am 12. April 1946 gab die Army bekannt, dass Convair die Ausschreibung für den Abfangjäger gewonnen hatte und erhielt daraufhin am 2. Mai 1946 einen 850.000 US-$-Auftrag für Windkanaluntersuchungen als Teil des Projekts MX-813. Ein Auftrag über 5,3 Mio. US-$ für eine vollmaßstäbliche Attrappe, eine Bruchzelle und zwei XP-92 Prototypen folgte am 25. Juni. Das Konstruktionsteam bestand aus C. R. „Jack“ Irvine (Chefingenieur), seinem Assistenten Frank Davis sowie Ralph Schick (zuständig für die Aerodynamik) und Adolph Burstein (Konstruktionschef).
Deltaflügel und Ramjet

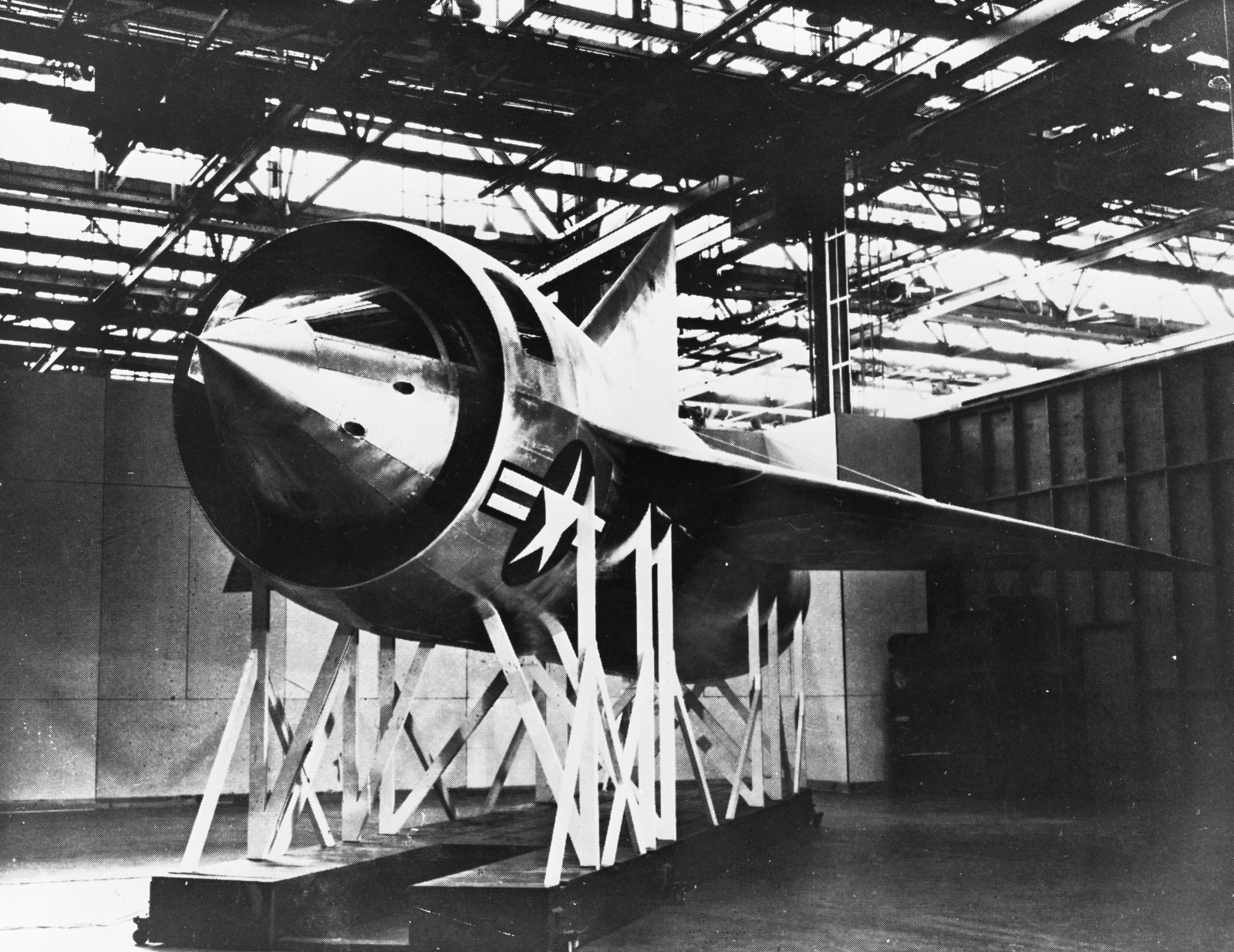
Mock-up der P-92 mit Deltaflügel und Ramjet

Aus dem Entwicklerteam machte Burstein den Vorschlag, statt des geplanten Pfeilflügels einen Deltaflügel einzusetzen. Den ersten Nachweis hierfür liefert ein Memo vom 5. Juli 1946 in dem festgehalten ist, dass „in dieser Woche ein 60°-Deltaflügel untersucht werden soll“. Die Convair-Entwickler kannten die theoretischen Arbeiten über Deltaflügel von Michael Gluhareff bei Sikorsky und wussten auch von den Ergebnissen der aerodynamischen Untersuchungen von Alexander Lippisch, die der USAAF durch die Operation Lusty bekannt wurden. Die Lippisch-Daten, die anschließend bei der Konzeption der endgültigen Auslegung verwendet wurden, betrafen vor allem die Untersuchungen der Lippisch DM-1 im Langley-Windkanal.
Zwischenzeitlich erfuhr Ralph Schick, dass sich Lippisch auf dem Wright Field aufhielt und verabredete ein Treffen mit ihm in Ohio, worauf sich im Oktober 1946 im Gegenzug ein Aufenthalt von Lippisch in San Diego bei Convair anschloss. Der geplante Verwendungszweck der P-92 entsprach weitgehend dem der im Zweiten Weltkrieg eingesetzten und von Lippisch konstruierten Me 163, die als Objektschutzjäger die „Punktverteidigung“ wichtiger Industrieanlagen übernehmen sollte. Auch das Projekt der Lippisch P-13a, von der bis zum Kriegsende lediglich noch die DM-1 als unmotorisierter Erprobungsträger geflogen ist, war für diese Aufgabe geplant. Allen Entwürfen war gemeinsam, dass sie mit Raketentriebwerken ausgerüstet waren, um schnell auf die Angriffshöhe der feindlichen Bomber steigen zu können.
Ein Vertragszusatz vom November 1946 nach dem Besuch von Lippisch in San Diego, legte fest, dass der zukünftige XP-92-Demonstrator mit einem Westinghouse 24C Strahltriebwerk und vier zusätzlichen Raketenboostern ausgerüstet werden soll. In einer später veröffentlichten Retrospektive bezeichnete die NASA die XP-92 als „bemannte Boden-Luft-Rakete“ (manned surface-to-air missile). Die Projektarbeiten, die ursprünglich in den Vultee-Werken in Downey begannen, wurden aber 1947 nach dem Verkauf des Werks an North American, in San Diego weitergeführt. Der Auftrag der USAAF lautete 1946 über zwei XP-92 und eine zusätzliche Bruchzelle.
Am 17. April 1948 wurde das Mock-up inspiziert, das nun Deltaflügel statt der Pfeilflügel aufwies. Im Juni 1948 entschied die Air Force, dass das Konzept mit einem Raketentriebwerk im Rumpf aufgegeben wird, da konventionelle Antriebskonfigurationen mittlerweile bedeutend weiterentwickelt waren. Hinzu kam, dass die Kosten für das gesamte Projekt auf über 16 Mio. US-$ geschätzt wurden. Bis zur endgültigen Projektaufgabe und Stornierung der zwei beauftragten XP-92 betrugen die tatsächlichen Kosten 4,5 Mio. US-$.

## Entwicklung des Technologieträgers XF-92
Convair erkannte schnell, dass die Konstruktion der XP-92 gleich zwei große Herausforderungen für die Ingenieure bot, nämlich sowohl eine neue aerodynamische Auslegung als auch ein neuartiges Antriebssystem. So entschloss man sich die beiden Probleme getrennt zu untersuchen und zum einen ein Versuchsflugzeug für die aerodynamischen Belange zu bauen und zusätzlich das Antriebssystem mit Hilfe von Bodeneinrichtungen zu untersuchen. Im September 1946 stimmte die Army dem Vorschlag zu, mittels eines fliegenden Mock-ups mit Jetantrieb die aerodynamische Auslegung zu erproben. Dazu ersetzte man die bisher beauftragte Bruchzelle durch einen Aerodynamik-Testträger XP-92A mit der USAAF-Seriennummer 46-682. Der Demonstrator verwendete die Tragfläche und das Seitenleitwerk wie sie auch für den geplanten Abfangjäger eingesetzt werden sollten. Verändert wurde jedoch der Rumpf, der jetzt nicht die Raketenantriebe aufnehmen musste und so sehr viel schlanker ausgeführt werden konnte. Als Antrieb sah man ein General Electric I-40 (XJ33) Triebwerk mit Radialverdichter vor.
Auch nach der Stornierung des XP-92-Projekts war die Air Force weiterhin an der Erprobung der Leistungsfähigkeit von Deltatragflügeln interessiert und erlaubte Convair die Fortführung des Technologieträgerbaus. Auch Lippisch und andere deutsche Wissenschaftler sollen für einige Wochen ausgeliehen worden sein, um bei der Konzeption des Deltaflügels mitzuwirken.

### Bau des Prototyps
Um Zeit und Geld zu sparen, verwendete man beim Bau viele Teile bereits im Serienbau befindlicher Muster. So stammte das Hauptfahrwerk von einer North American FJ-1, das Bugrad von einer Bell P-63, das J33-Triebwerk, die Bremsen und Hydrauliksystem von einer Lockheed P-80, der Schleudersitz kam von einer Convair XP-81. Der Bau erfolgte überwiegend in dem alten Vultee-Werk in Downey (Kalifornien). Nach dessen Schließung im Sommer 1947 transportierte man die zu 75 % komplette Zelle zum Consolidated-Werk in San Diego, was zu erheblichen Verzögerungen im weiteren Bau führte.
Im Oktober 1947 war der Prototyp fertiggestellt und wurde anschließend auf der USS Titania (AKA-13) nach San Francisco verschifft. Von dort wurde sie, ohne Triebwerk, per LKW zu Windkanalversuchen in das NACA Ames Aeronautical Laboratory der NACA verbracht. Die Tests fanden dort vom 29. November bis 23. Dezember statt. Die Resultate bestätigten zum großen Teil die bereits früher mit kleineren Modellen gemachten Ergebnisse. Die Rückführung der Maschine nach San Diego erfolgte auf dem Flugzeugträger Boxer. Nach der Ankunft am 12. Januar 1948 installierte man ein Allison J33-A-21 und Vorrichtungen für JATO-Raketen, die aber wahrscheinlich nicht benutzt wurden. Nach der Überführung zum Muroc Air Force Flight Test Center per Schiff und LKW zeigten die ersten Rollversuche, dass die Bremsen ausgetauscht werden mussten und die Maschine generell sehr empfindlich um die Längs- und Querachse reagierte. Der erste Pilot, der ein strahlgetriebenes Deltaflugzeug flog, war Ellis D. Shannon, der auch mit anderen neuen Convair-Konstruktionen den Erstflug durchführte. Am 9. Juni 1948 hob er zum ersten Mal bei Hochgeschwindigkeitsrollversuchen unabsichtlich zu einem kurzen Sprung ab, wobei in einer Höhe von 15 ft etwa 3 km zurückgelegt wurden. Das Flugzeug zeigte dabei jedoch so starke Schwingungen um die Längs- und Querachse, dass der Pilot Ellis Shannon unverzüglich wieder „landen“ musste. Während der Zeit in der das Steuerungssystem verbessert wurde, tauschte man das J33-A-21 gegen die neuere, etwas schubstärkere A-23-Variante mit Wasser-Alkohol-Einspritzung, aus.

### Flugerprobung als Experimentalflugzeug

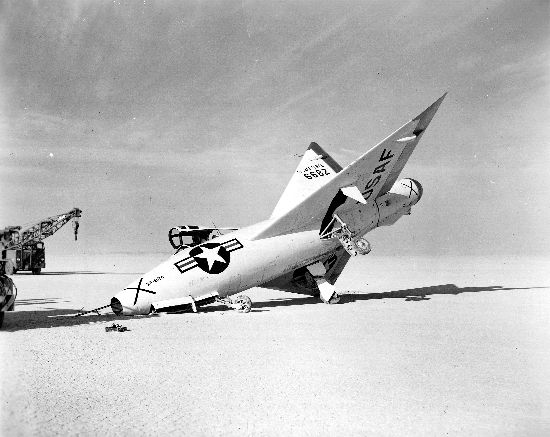
Landeunfall der XF-92A am 14. Oktober 1953

Der „echte“ Erstflug fand dann am 18. September 1948 ohne besondere Vorkommnisse statt. Statt des Westinghouse 24C baute man jedoch zuerst ein Allison J33-A-21 18,9 kN (4250 lbf) Schub und schließlich noch vor Beginn der weiteren Flugerprobung ein Allison J33-A-23 mit einem Schub 23,2 kN (5200 lbf) ein. Shannon führte noch weitere neun Flüge bis zum Jahresende durch, die zeigten, dass die Maschine leicht zu handhaben, aber „etwas sensibel bei der Steuerung“ sei. Der zweite Pilot, der die XF-92 flog, war am 21. Dezember 1948 Bill Martin, ebenfalls ein Testpilot von Convair.
Bis zum Ende der „Erprobungsphase I“ am 26. August 1949 wurden 47 Flüge mit einer Gesamtdauer von 20 Stunden und 33 Minuten durchgeführt. Danach erhielt die Air Force die Maschine, um die „Erprobungsphase II“ durchzuführen. Der erste USAF-Pilot war Chuck Yeager, der die XF-92A am 13. Oktober 1949 zum ersten Mal flog. Ein Testflug am 28. Dezember 1949 beendete zwar die Phase II der Erprobung in der 25 Flüge mit einer Dauer von insgesamt 17 Stunden durchgeführt wurden, trotzdem flogen Air-Force-Piloten noch für einige Jahre weiterhin gelegentlich die Maschine.
Von Beginn an dachten die Konstrukteure auch daran die XF-92A im Überschallflug einzusetzen. Nach den damaligen Berechnungen sollte sie in der Lage sein im Horizontalflug Mach 1 zu überschreiten. Die Piloten jedoch beurteilten die Maschine als nicht überschallfähig, so dass sie nach Ende der „Phase II“ im Januar 1950 ins Werk zum Tausch des Triebwerks gegen ein mit Nachbrenner versehenes 33,4 kN (7500 lbf) Schub lieferndes J33-A-29 zurückgebracht wurde. Hinzu kam dann auch ein verlängerter Rumpf, um den Nachbrenner unterzubringen. Die Maschine wurde zur besseren optischen Verfolgung zudem vollständig weiß lackiert. Nach Schätzung von Convair sollte sich die Höchstgeschwindigkeit auf Meereshöhe von 552 auf 718 mph erhöhen und die Steigzeit auf 30.000 ft von 12,4 auf nur noch 3,4 Minuten verringern.
Nach der 14-monatigen Umbauphase in San Diego kehrte die Maschine nach Muroc zurück, worauf Yeager am 21. Juli 1951 den ersten Flug mit dem neuen Triebwerk durchführte. Bevor die XF-92A zur NACA überstellt wurde, und zum Gegenstand weiterer Forschung zur Stabilität des Deltatragflügels wurde, absolvierte sie noch weitere 21 Flüge über 11 Stunden und 21 Minuten. Die Ergebnisse des Flugprogramms erwiesen sich als insgesamt enttäuschend, da Mach 1 nur im Bahnneigungsflug überschritten werden konnte, was zumindest einmal mit Everest als Piloten gelang. Im Spätjahr 1951 erwog man kurzzeitig die XF-92A als proof-of-concept-Demonstrator für die geplante F-102 umzubauen. Wegen der zu erwartenden hohen Kosten entschied man sich jedoch gegen diese Weiterverwendung.
Die Air Force beendete das Erprobungsprogramm im Februar 1953 und gab das Flugzeug an die NACA weiter. Convair wechselte dann nochmal das Triebwerk und baute ein J33-A-16 ein, das einen Schub von 37,4 kN (8400 lbf) lieferte. Die anschließenden, ab April 1953 von Scott Crossfield durchgeführten Flüge, zeigten eine Tendenz zum Nose pitch-up im schnellen Kurvenflug. Als Abhilfe wurden zeitweise Grenzschichtzäune installiert, die jedoch keine durchschlagende Abhilfe bieten konnten.
Am 14. Oktober 1953 wurde die Maschine durch Versagen der Bugradstrebe bei der Landung beschädigt. Air Force und NACA einigten sich eine Reparatur nicht mehr durchzuführen, da der Erstflug der YF-102 nur 10 Tage später vorgesehen war. Die Ausmusterung nach insgesamt 62 Flugstunden und 118 Flügen war so unausweichlich; in den Air-Force-Inventarlisten führte man die Maschine noch bis März 1954. Die Projektkosten betrugen 4,5 Millionen US-$.

## Folgewirkung
Bereits lange vor der endgültigen Außerdienststellung wurden die mit der XF-92A gemachten Erfahrungen bei der Konstruktion der Jagdflugzeuge F-102, F-106 und des strategischen Bombers B-58 verwendet. Bei der Flugerprobung der XF-92 überzeugte der Deltaflügel, der vor allem in dünner Luft außerordentlich stabile Flugeigenschaften und ein gutmütiges Strömungsabrissverhalten im niedrigen Geschwindigkeitsbereich zeigte. Auch die hohe Steifigkeit des Flügels, gepaart mit einem dünnen Profilquerschnitt und großer Treibstoffkapazität, betrachtete man als großen Vorteil dieser Auslegung.
Für ihre Beiträge zur Entwicklung der Deltatragfläche erhielten Frank Davis, Ralph Schick und Adolph Burstein vom American Institute of Aeronautics and Astronautics 1981 den National Aircraft Design Award.

## Verbleib

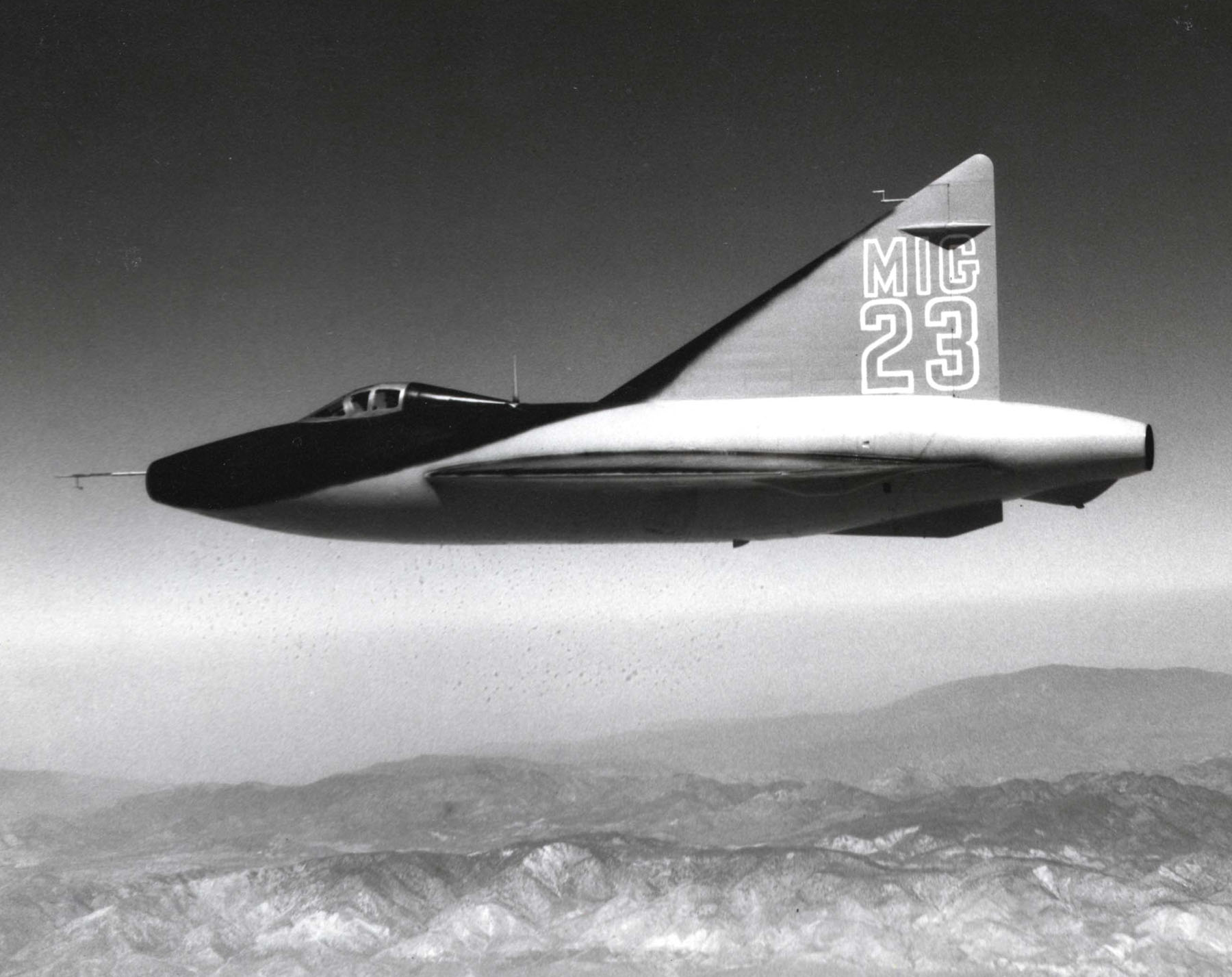
XF-92A im Anstrich einer fiktiven MiG-23 in dem Spielfilm Jet Pilot

Nach der Ausmusterung 1954 setzte man die XF-92A auch als Requisit in zwei Spielfilmen ein. Die auf der Edwards Air Base gemachten Filmaufnahmen setzte man zuerst in dem im August 1956 veröffentlichten Film Toward the unknown (dt.: Einst kommt die Stunde) mit William Holden ein. Ein Jahr später kam der von Howard Hughes produzierte Spielfilm Jet Pilot in die Kinos. Nach den Filmaufnahmen zeigte man die XF-92A landesweit auf einigen Air-Force-Ausstellungen. Anschließend ging sie für einige Jahre in den Besitz der University of the South in Sewanee (Tennessee), um schließlich in die Ausstellung des National Museums of the Air Force auf der Wright Patterson AFB zu gelangen.

## Technische Daten
| Kenngröße             | Daten                                                      |
| --------------------- | ---------------------------------------------------------- |
| Besatzung             | 1                                                          |
| Länge                 | 12,99 m                                                    |
| Spannweite            | 9,55 m                                                     |
| Flügelfläche          | 39,5 m²                                                    |
| Flügelstreckung       | 2,3                                                        |
| Höhe                  | 5,37 m                                                     |
| Leermasse             | 4.118 kg                                                   |
| Startmasse            | 6.626 kg                                                   |
| Antrieb               | 1 × Turbojet Allison J33-A-Serie mit maximal 33,4 kN Schub |
| Höchstgeschwindigkeit | 1.156 km/h                                                 |
| Dienstgipfelhöhe      | 15.450 m                                                   |